# (3155) Lee
(3155) Lee est un astéroïde de la ceinture principale.

## Description
(3155) Lee est un astéroïde de la ceinture principale. Il fut découvert le 28 septembre 1984 à la station Anderson Mesa par Brian A. Skiff. Il présente une orbite caractérisée par un demi-grand axe de 2,34 UA, une excentricité de 0,10 et une inclinaison de 7,2° par rapport à l'écliptique.

## Compléments